# Bohuslav (città)
Bohuslav (in ucraino Богуслав?; in russo Богуслав?, Boguslav), anticamente nota come Boguslavl', è una città dell'Ucraina (15 789 abitanti) situata nel distretto di Obuchiv, nell'oblast' di Kiev. Ospita l'amministrazione della comunità territoriale di Bohuslav, una delle comunità territoriali dell'Ucraina.
Fino al 18 luglio 2020 Bohuslav è stata il centro amministrativo del distretto di Bohuslav, abolito come parte della riforma amministrativa dell'Ucraina, che ha ridotto a sette il numero dei distretti dell'oblast' di Kiev. L'area del distretto di Bohuslav è stata suddivisa fra il distretto di Bila Cerkva e il distretto di Obuchiv e Bohuslav è stata trasferita al distretto di Obuchiv.